# قلعة الموصل
قلعة باشطابيا أو قلعة الموصل هي قلعة قديمة تقع في الجانب الأيمن في مدينة الموصل القديمة في محافظة نينوى في شمال العراق على ضفة نهر دجلة الأيسر ويعود تاريخ تأسيسها للقرن الثاني للهجرة.

## أصل التسمية
يرجع تسمية باشطابيا إلى اللغة تركية وتتالف من مفردتي (باش-رئيسي) (طابيا-برج) وتعني - البرج أو القلعة الرئيسية- وسميت بهذا الاسم لأنها تقع في أعلى نقطة في الموصل القديمة على ارتفاع 75 قدما من مستوى سطح البحر من جهة اليابسة و150 قدما من جهة نهر دجلة

## تاريخها
أنشئت القلعة في عام 126-128هـ من قبل مروان بن محمد، الاموي وبني الحمدانيون سور الموصل في عام 180هـ ثم تعرضت القلعة للهدم من قبل البساسيري في عام 450هـ وقد عيد أعمارها من قبل شرف الدولة العقيلي عندما عمر الموصل في عام 474هـ 1081م، وأهتم في القلعة في عهد الدولة الاتابيكة في عهد عماد الدين زنكي وابنه نور الدين زنكي في القرن الخامس للهجرة وكانت الحصن الشرقي للدولة الاتابكية وقد هدمهت في حملة هولاكو عام 660 هـ وفي حملة تيمورلانك 726 هـ واعيد أعمارها في عهد الوالي بكر باشا إسماعيل الموصلي مع سور الموصل في عام 1625م واضاف اليها برج عالي وتمت ترميما واعمارها في عهد والي الموصل حسين باشا الجليلي 1743م.

## القـيمة الاثـرية
تعـتبر اثار قلـعة باشطابيا من المواقع الاثارية في الموصل، حيث تعتـبر الجزء المتبقي من سور الموصل. وهي احـدى المعالم الاصيلة التي تمثل شخصية المدينة وكانت تـزدحم بالسياح من داخل العراق وخارجـه وخاصة الاتراك.

## بناءها
تتكون القلعة من برج عالي وغرف وحصن ومشاجب وأنفاق تحت الأرض تربط القلعة مع المدينة القديمة وأنفاق سرية أخرى إلى خارج المدينة ومخازن للعتاد

## حصار الموصل 1743م
لعبت قلعة باشطابيا دور مهم في حصار نادر شاه للموصل عام 1743م حيث كانت مركز لقيادة المعركة من جانب أهل الموصل بقيادة حسين باشا الجليلي بعد ان حاصر نادر شاه الموصل بجيشة بثلاثمئة ألف مقاتل ونيف وأحاط بقلعة الموصل باشطابية وسلط نادر شاه ما يقارب 200 مدفع على المدينة ظلت تقصفها ليلا ونهارا وقد فشل نادر شاه في احتلال الموصل وقد تم رفع الحصار عن المدينة في يوم 23 تشرين الأول - أكتوبر من نفس العام بعد توقيع الصلح

## الواقع الحالي للقلعة
تعرضت القلعة للإهمال وخاصة بعد احتلال العراق 2003 حيث تعرض برج القلعة إلى السقوط واصبحت من بعد سرية للشرطة الاتحادية العراقية بدون مراعاة القيمة الاثرية للموقع. وفي عام 2015، بعد اجتياح الموصل من قبل تنظيم الدولة الإسلامية (داعش)، تم القصف في العاشر من يوليو بالقرب من القلعة مما أدى إلى الإضرار بالقلعة. استعادت القوات المسلحة العراقية السيطرة على القلعة في يونيو 2017.

## أنـظر أيضا
- حصار نادر شاه للموصل
- قره سراي
- سور الموصل